# Raffaella Pignataro
Raffaella Pignataro (...) è un'ex sciatrice alpina italiana.

## Biografia
Specialista delle prove tecniche, Raffaella Pignataro fece parte della nazionale italiana negli anni 1970; ai Campionati italiani vinse la medaglia di bronzo nello slalom speciale nel 1975. Non prese parte a rassegne olimpiche e non ottenne piazzamenti di rilievo in Coppa del Mondo o ai Campionati mondiali.

## Palmarès

### Campionati italiani
- 1 medaglia[2]:
  - 1 bronzo (slalom speciale nel 1975)